# Rhiannon Lassiter
Rhiannon Lassiter (ur. 9 lutego 1977 w Londynie) – brytyjska pisarka, autorka literatury dla dzieci i młodzieży, dziennikarka.
Jest córką pisarki Mary Hoffman. W 1998 ukończyła studia z zakresu literatury angielskiej na University of Oxford. Jej powieść Wykreślone imię otrzymała nominacje do nagród: Guardian Award oraz Manchester Book Award.
Mieszka w Oksfordzie.

## Dzieła
- trylogia Hex:

1. Hex (1998)
2. Hex: Shadows (1999)
3. Hex: Ghosts (2002)

- Psychic Phenomena: The Amazing Power of the Mind (1999, literatura faktu)
- Walking the Wire (1999, opowiadanie)
- The Supernatural (1999, literatura faktu)
- Waking Dream (2002)
- trylogia Dark Ground :

1. Rights of Passage (2003)
2. Outland (2003)
3. Shadowland (2006)

- seria Super Zeroes :

1. Super Zeroes (2005)
2. Super Zeroes on Planet X (2006)

- Roundabout (2006)
- Bad Blood (2007) (wyd.pol. 2007 Wykreślone imię)
- Ghost of a Chance (2011)